# Scarites danforthi
Scarites danforthi är en skalbaggsart som beskrevs av Darlington 1939. Scarites danforthi ingår i släktet Scarites och familjen jordlöpare. Inga underarter finns listade i Catalogue of Life.